# Bulbophyllum asperilingue
Bulbophyllum asperilingue är en orkidéart som beskrevs av Rudolf Schlechter. Bulbophyllum asperilingue ingår i släktet Bulbophyllum och familjen orkidéer. Inga underarter finns listade i Catalogue of Life.